# 중허구

중허 구의 위치

중허구(한국어: 중화구, 중국어: 中和區, 병음: Zhōnghé Qū)는 중화민국 신베이시의 구이다. 넓이는 20.144km2이고, 인구는 2015년 8월 기준으로 414,501명이다.
타이베이 중심으로 향하는 통근 인구가 많은 베드타운인 동시에, 영세 인쇄 공장이 밀집한 지역이기도 하다.
대만의 라디오 제조업체인 SANGEAN이 중허구에 본사를 두고 있다.

## 지리

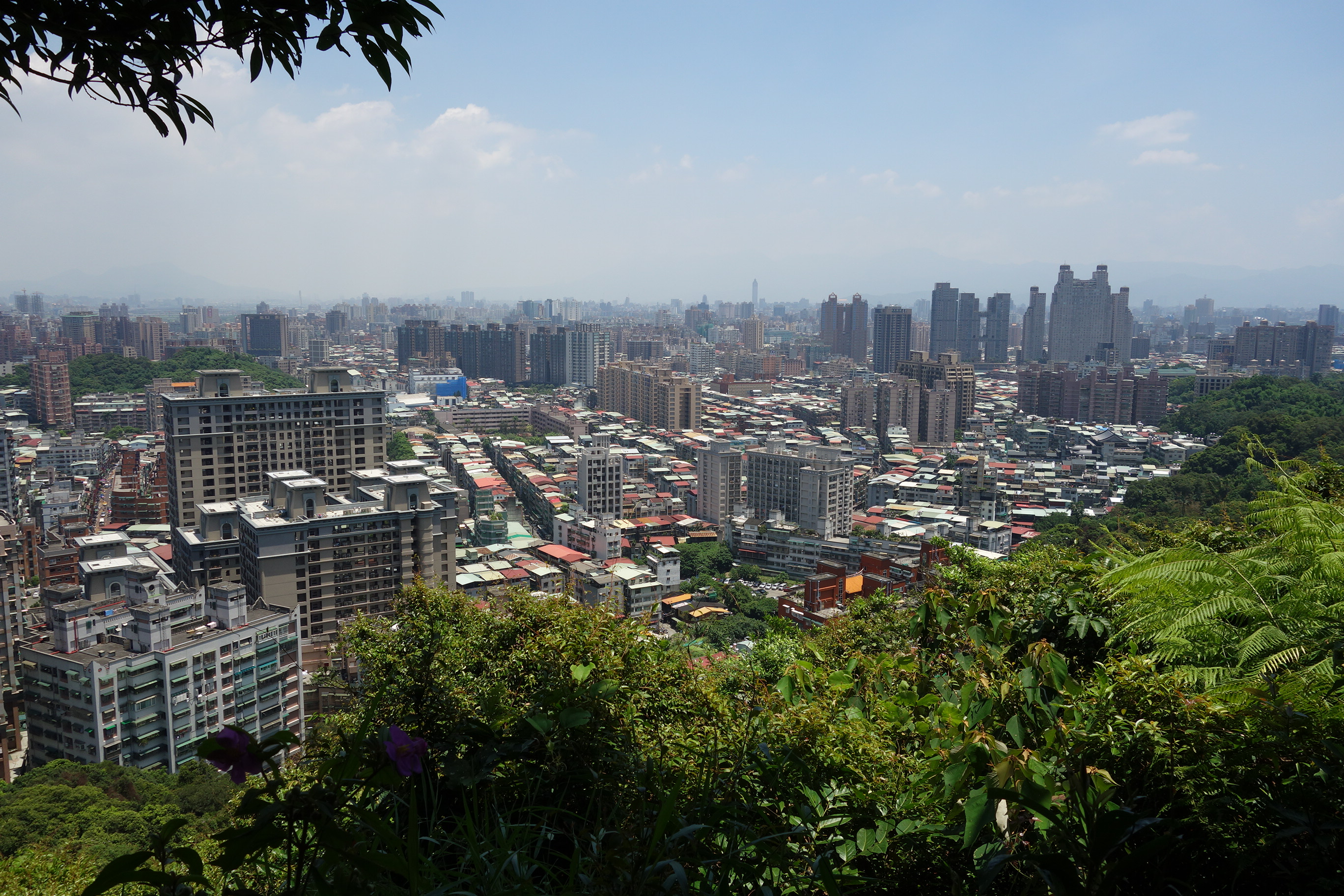
중허구

중허 시는 타이베이 남서쪽에 위치하고 타이베이, 융허구, 신뎬구, 투청구에 둘러싸인 지역이다. 원래 같은 지역이었던 융허구와 밀접한 관계가 있어서, 함께 솽허 지구(雙和地區)로 불리기도 한다.

## 역사
원래는 원주민의 거주지였던 중허 일대는 일찍이 파접사(擺接社)와 수랑사(秀朗社)로 나뉘어 있었다. 정성공이 대만을 점거한 후에 군현이 설치되어 중갱장(中坑庄)과 장화장(漳和庄)이 이곳에 설치되었다. 일본 통치 시대의 1920년에 대폭적인 지방 개혁이 있어, 중갱장과 장화장의 문자를 조합해 주와 장(中和庄, 현재의 솽허 지구에 해당)이 탄생해, 다이호쿠 주 가이잔 군의 관할에 놓여졌다.
1945년에 중화민국이 대만을 영유하게 되면서 이듬해 지방 개혁이 있어 가장(街庄)을 폐지하고 향진(郷鎮)이 설치되었다. 인구 3만 명 미만의 중허 장은 중허 향(中和鄉)이 되었고 1958년 4월 1일에 융허 진이 분리되어 현재의 관할 범위가 확정되었다. 1978년에는 인구가 17만 명을 돌파해 중허 시로 승격되어 현재에 이르고 있다.

## 교통
- 타이베이 첩운 중허신루선
- 국도 3호선